# Tanja Mayer
Pour les articles homonymes, voir Mayer.
Tanja Mayer, née le 2 juillet 1993 à Sommeri, est une bobeuse et athlète suisse.

## Carrière
Avec Fabienne Meyer, elle remporte la médaille d'or des Championnats d'Europe de bobsleigh en 2014 à Königssee et se classe huitième des Jeux olympiques de 2014 à Sotchi. 
Elle a aussi pratiqué l'heptathlon au niveau junior, terminant septième aux Championnats du monde d'athlétisme jeunesse 2009, neuvième aux Championnats d'Europe juniors d'athlétisme 2011 et seizième aux Championnats du monde juniors d'athlétisme 2012.

### Coupe du monde
- 2 podiums  : 
  - en bob à 2 : 1 victoire et 1 troisième place.

#### Détails des victoires en Coupe du monde
| Édition   | Bob à 2   | Monobob |
| 2014-2015 | Königssee |         |